# Jennifer Lien
Jennifer Lien, född 24 augusti 1974, är en amerikansk skådespelerska. Hon är känd för att ha spelat Kes i Star Trek: Voyager.
Hon spelar syster till Derek och Danny Vinyard i filmen American History X.